# Wiercenie

Animacja pracy wiertła

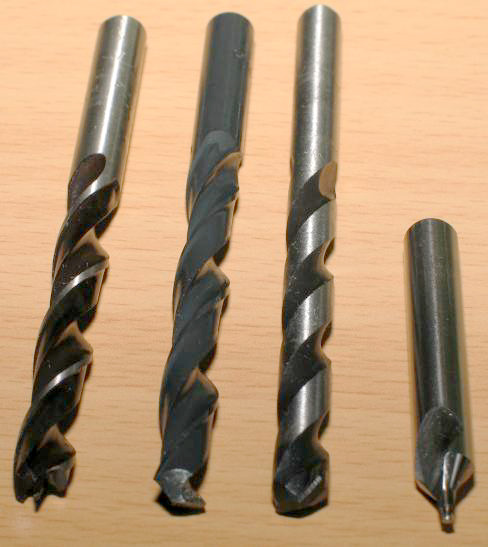
Wiertła

Wiercenie – skrawanie w pełnym materiale za pomocą narzędzia zwanego wiertłem, w wyniku którego otrzymujemy otwór o przekroju najczęściej kołowym. Przy zastosowaniu specjalnych wierteł metodą wiercenia wtórnego możliwe jest uzyskanie otworu wielokątnego (np. trójkątnego, czworokątnego). Wiercenie wykonywane jest najczęściej na wiertarkach stacjonarnych lub wiertarkach przenośnych, najczęściej ręcznych. Wiercenie odbywa się, jeżeli wiertło się obraca, a przedmiot obrabiany pozostaje nieruchomy lub gdy wiertło jest nieruchome, a przedmiot obrabiany obraca się, np.: wiercenie na tokarce. Dodatkowo wiercenie można wykonywać na frezarkach warsztatowych.
Prędkość obrotowa i posuw na ostrze zależą od średnicy wiertła oraz rodzaju obrabianego materiału.
Wiercenie wiertłem dużej średnicy w pełnym materiale jest utrudniane przez opór, jaki powoduje ścin, dlatego należy wykonać wiercenie wstępne wiertłem o mniejszej średnicy zwane nawiercaniem.
W celu uzyskania otworów dokładnych należy zastosować wiercenie zgrubne, a następnie wykonać powiercanie większym wiertłem i rozwiercanie. Otwory pod gwinty wykonuje się wiertłami o średnicach odpowiednich dla danej wielkości i gwintu.

## Typowe operacje wykonywane na wiertarkach
- nawiercanie – wykonanie lekkiego wgłębienia w celu lepszego prowadzenia wiertła. Potocznie nawiercanie oznacza też wiercenie otworu ślepego (nie na wylot),
- wiercenie – wykonywanie otworu wiertłem,
- powiercanie – powiększanie średnicy otworu. Stosowane jest zwykle gdy wiercony otwór ma stosunkowo dużą średnicę – wtedy nawiercamy najpierw otwór mniejszym wiertłem (otrzymujemy nawiert pilotujący/prowadzący) i dopiero w drugiej operacji wiercimy (powiercamy) właściwym (dużym) wiertłem,
- pogłębianie – zwiększenie średnicy początkowej części (pogłębianie wewnętrzne) istniejącego otworu (np. w celu możliwości ukrycia łba śruby, podkładki lub uszczelki), lub zmiana powierzchni czołowej dookoła otworu (pogłębianie zewnętrzne),
- rozwiercanie – w celu uzyskania dokładnego wymiaru i małej chropowatości (obróbka wykańczająca). Potocznie rozwiercanie oznacza też powiercanie – zwiększenie średnicy otworu.

## Technologiczne parametry skrawania
| prędkość obrotowa:           | | {\displaystyle n\;\left[{\frac {\mathrm {obr.} }{\mathrm {min} }}\right]} |
| prędkość liniowa skrawania:  | {\displaystyle v_{c}={\frac {\pi \cdot n\cdot d}{1000}}\;\left[{\frac {\mathrm {m} }{\mathrm {min} }}\right]} |                                                                           |
| głębokość skrawania:         | {\displaystyle A_{p}={\frac {d}{2}}\;\;[\mathrm {mm} ]}                                                       |                                                                           |
| posuw:                       | {\displaystyle f_{0}\;\left[{\frac {\mathrm {mm} }{\mathrm {obr.} }}\right]}                                  |                                                                           |
| średnica wiertła:            | {\displaystyle d\;\;[\mathrm {mm} ]}                                                                          |                                                                           |
| posuw na ostrze:             | {\displaystyle fz\;\left[{\frac {\mathrm {mm} }{\mathrm {ostrze} }}\right]}                                   |                                                                           |
| szerokość warstwy skrawanej: | {\displaystyle b\;\;[\mathrm {mm} ]}                                                                          |                                                                           |
| grubość warstwy skrawanej:   | {\displaystyle h\;\;[\mathrm {mm} ]}                                                                          |                                                                           |